# هاري بارتون (لاعب كرة قاعدة)
هاري بارتون (بالإنجليزية: Harry Barton)‏ هو لاعب كرة قاعدة أمريكي، ولد في 20 يناير 1875 في تشيستر في الولايات المتحدة، وتوفي في 25 يناير 1955 في أوبلاند في الولايات المتحدة.

## وصلات خارجية
- هاري بارتون على موقعبيزبول رفرنس.كوم (الدوري الرئيسي) (الإنجليزية)
- هاري بارتون على موقعبيزبول رفرنس.كوم (الدوري الثانوي) (الإنجليزية)